# Susan Calvinová

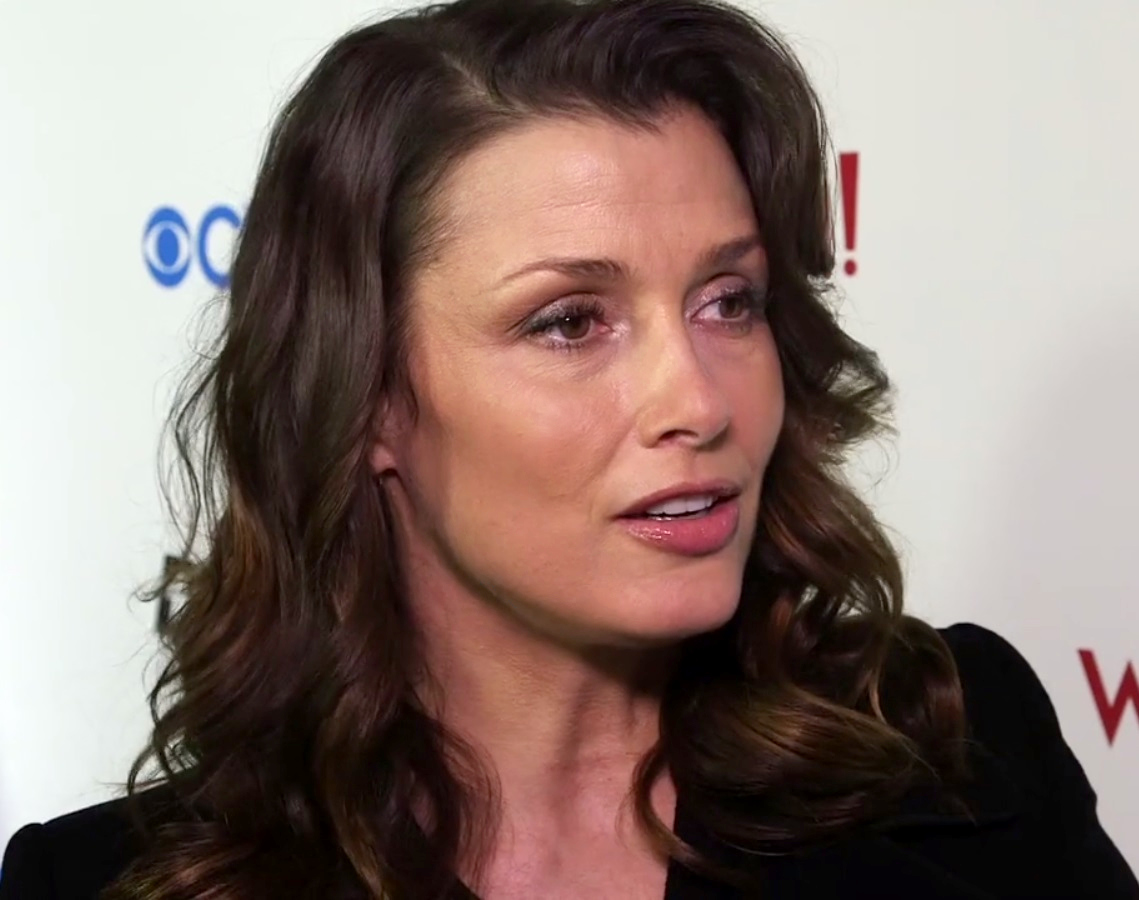
Herečka Bridget Moynahanová, představitelka Susan Calvinové ve filmu Já, robot z roku 2004 (fotografie je z roku 2016).

Dr. Susan Calvinová je fiktivní postava z některých vědeckofantastických povídek amerického spisovatele Isaaca Asimova. 
Je robopsycholožkou ve firmě zabývající se výrobou robotů (US Robots and Mechanical Men). Poprvé se objevila v povídce „Lhář!“.
Vystupuje také ve filmu Já, robot, zde ji ztvárnila herečka Bridget Moynahan.

## Biografie
Susan Calvinová se narodila v roce 1982, v tomto roce byla také založena svrchu zmíněná společnost na výrobu robotů. Ve svých šestnácti letech napsala první z mnoha prací na téma robotiky pojmenovanou „Praktické aspekty robotiky“. O čtyři roky později v roce 2002 se zúčastnila matematického semináře, na němž dr. Alfred Lanning předváděl prvního pohyblivého robota vybaveného hlasovou jednotkou. Seminář ji velmi zaujal, ačkoli se nezúčastnila následující bouřlivé diskuze. Byla to bledá žena s maskou nepřístupnosti, která ji ochraňovala před okolím. V roce 2003 získala bakalářský titul na Columbia University a začala se věnovat kybernetice. Učila se konstruovat pozitronické mozky. V roce 2008 získala titul Ph.D. a nastoupila do firmy AKRaML.
Ve svých 39 letech se zamilovala do 34letého kolegy Miltona Ashe, ale ten její city neopětoval. Tahle událost ji poznamenala o to více, že uvěřila robotovi RB-34. Tento robot s telepatickou schopností jí tvrdil, že Ashe k ní cítí totéž, ale klamal ji. V roce 2029 poprvé opustila Zemi a odcestovala na Hyperzákladnu, aby zde pomohla vyřešit problém s jedním ztraceným robotem, který měl modifikovaný první zákon robotiky. Sehrála důležitou roli při konstrukci rakety schopné skoku hyperprostorem. Tato revoluční kosmická loď byla navržena superpočítačem pojmenovaným „Mozek“ a Calvinová vzala na sebe zodpovědnost při zadávání vstupních dat. V roce 2034 se společně s majitelem společnosti AKRaML Scottem Robertsonem (syn zakladatele firmy) a dr. Alfredem Lanningem účastní soudního sporu, ve kterém je výrobce robotů (AKRaML) žalován profesorem sociologie Simonem Niheimerem za ztrátu profesionální vědecké reputace. Požadovanou částku 750 000 USD žalující strana nevysoudí, i díky znalostem robotů dr. Calvinové je Niheimer přistižen při lži. Calvinová vystupuje i v případu právníka a kandidáta na funkci starosty nejmenovaného amerického velkoměsta Stephena Byerleyho, který byl svým konkurentem nařčen, že je humanoidní robot. Po smrti dr. Alfreda Lanninga a dr. Petera Bogerta jí bylo nabídnuto místo ředitelky výzkumu, což odmítla. Místo dostal mladý Vincent Silver. Když je Calvinové téměř 70 let, kontaktuje ji Stephen Byerley (nyní ve funkci světového koordinátora) a chce znát její názor na Stroje s pozitronickými mozky, které ovládají světovou ekonomiku. Na sklonku své profesní kariéry řeší případ robota LVX-1 zvaného Elvex, jenž zažívá stavy podobné lidskému snění. Ty jsou výsledkem drobné modifikace jeho pozitronového mozku, za kterou je odpovědná mladá začínající robopsycholožka Linda Rashová. Ta tak nevědomky objevila novou oblast robotiky a Calvinová jí zaručí, že se na ní bude osobně podílet.
V roce 2057 odchází z firmy do důchodu. Předtím pod ní po dobu 5 let pracoval Clinton Madarian, který po ní pak převzal místo hlavního robopsychologa. O několik let později však Madarian tragicky zahyne při letecké nehodě, a vedoucí výzkumu AKRaML dr. Peter Bogert musí již téměř 80letou Calvinovou požádat o pomoc v záležitosti intuitivního robota, kterého Madarian vyvíjel a který byl zničen při téže nehodě. Díky své bystrosti a empatii Susan Calvinová rychle přijde na jádro problému, s nímž Bogert a jeho podřízení nemohli hnout.
V roce 2064 umírá ve věku 82 let.

## Povídky
Dr. Susan Calvinová se objevuje v těchto povídkách:
- „... že jsi naň pamětliv“ – pouze zmíněna postavami Keithem Harrimanem[14] a Maxwellem Robertsonem[15].
- „Důkaz“ – na dr. Alfreda Lanninga jakožto čestného ředitele výzkumu u AKRaML se obrátí politik Francis Quinn, který vede kampaň proti jistému Stephenu Byerleymu, o němž tvrdí, že je humanoidní robot. Quinn zároveň upozorňuje, že tato situace může společnost AKRaML jakožto jediného výrobce pozitronických mozků pro roboty vážně poškodit (ve společnosti vládne totiž protirobotická nálada). Lanning neochotně souhlasí se spoluprací, ovšem zásadní roli zde sehraje dr. Susan Calvinová, která navrhuje vyzkoušet některé reakce v souladu se zákony robotiky. Calvinová zde zastává mnohem rozhodnější postoj než dr. Lanning.[16]
- „Hra na honěnou“ – jednou zmíněna Gregory Powellem.
- „Konflikt nikoli nevyhnutelný“ – v povídce kontaktuje dr. Calvinovou Stephen Byerley (protagonista jiné povídky „Důkaz“), nyní ve funkci světového koordinátora. Žádá robopsycholožku o její názor na výchylky v hospodářství jednotlivých světových oblastí. Ekonomika oblastí je totiž řízena Stroji s pozitronickým mozkem a lidstvo je na nich zcela závislé.
- „Koumes“ – v roce 2034 vystupuje společně s majitelem společnosti AKRaML Scottem Robertsonem (syn zakladatele firmy) a dr. Alfredem Lanningem v soudním sporu, ve kterém profesor sociologie Simon Niheimer žaluje výrobce robotů (AKRaML) za ztrátu profesionální vědecké reputace.
- „Lenny“ – povídka o robotovi Lennym (prototyp série LNE), který se chová jako dítě. Poté, co Lenny nedopatřením zraní jednoho počítačového technika, dr. Alfred Lanning společně s matematikem Peterem Bogertem preferují jeho demontáž. S tou však nesouhlasí dr. Susan Calvinová, která si k robotovi vypěstovala mateřský vztah.
- „Lhář!“ – v této povídce o robotovi RB-34, který dokáže telepaticky číst myšlenky se Susan Calvinová podílí na vyšetřování příčiny jeho anomálie. Takové odhalení by způsobilo doslova revoluci v robotice. Během výslechu robota uvěří jeho tvrzení, že její kolega Milton Ashe k ní cítí náklonnost (ona sama jej totiž miluje). Až později zjistí, že RB-34 záměrně lže, protože kvůli prvnímu zákonu robotiky nedokáže říci lidem nepříjemnou pravdu. Calvinová se poté vyřčením logického paradoxu přičiní o nevratné poškození robotova pozitronického mozku.[17]
- „Malý ztracený robot“ – Susan Calvinová s matematikem Peterem Bogertem přilétá na Hyperzákladnu, kde musí vyřešit problém se ztraceným robotem (který má navíc modifikovaný první zákon robotiky). Tento robot dostal příkaz ztratit se a vzal jej doslova. Zamíchal se mezi identické roboty a s lidmi hraje hru, kdo je chytřejší.
- „Riziko“ – navazuje na povídku „Malý ztracený robot“. Na Hyperzákladně se chystá let kosmické lodi hyperprostorem, avšak něco selže a loď vůbec neodstartuje. Vědci nemohou zjistit příčinu a dr. Calvinová navrhne vyslat na loď člověka – fyzika Geralda Blacka. I když jde o velké riziko, Calvinová nakonec správně předpokládala, že chyba byla v robotovi a to mohl odhalit a potvrdit jedině člověk a nikoli další robot.[18]
- „Robbie“ – cameo role jako šestnáctiletá dívka. V muzeu vědy a průmyslu pozorně sleduje reklamního mluvícího robota a dělá si poznámky pro písemnou práci „Praktické aspekty robotiky“.[5]
- „Sny robotů“ – v této povídce řeší dr. Calvinová případ robota LVX-1 Elvexe, kterému se zkresluje realita a zažívá stavy ekvivalentní lidskému snění.
- „Spokojenost zajištěna“ – v této povídce je Susan Calvinová v pozadí experimentu se zaváděním domácích robotů řady TN do domácností. Robot je bezchybný, jeho dokonalost je však zároveň jeho záporem – ženy se do něj mohou zamilovat.
- „Únik“ – zde se Calvinová ujme procesu vkládání dat do superpočítače nazvaného „Mozek“, jehož výsledkem má být konstrukce rakety schopné cesty hyperprostorem. Veškerou zodpovědnost bere na sebe. Superpočítači se skutečně podaří převést teoretické rovnice do praxe a roboti postaví dle jeho instrukcí raketu, kterou otestuje dvojice zkušebních techniků Gregory Powell a Michael Donovan.[19]
- „Ženská intuice“ – Susan Calvinové je téměř 80 let a již 5 let je v důchodu. Po smrti jejího nástupce ve funkci hlavního robopsychologa Clintona Madariana ji vedoucí výzkumu dr. Peter Bogert požádá o pomoc v záležitosti s ženským intuitivním robotem. Susan se případu ujme a díky vlastním schopnostem a bystrému úsudku jej rychle rozřeší.

## Film
Ve filmu Já, robot (2004, režie Alex Proyas) je dr. Susan Calvinová přední robopsycholožkou ve firmě US Robotics. Po smrti robotika Alfreda Lanninga pomáhá detektivu Delu Spoonerovi ve vyšetřování, ačkoli je stále přesvědčena, že roboti nemohou ohrozit člověka. 